# 孫明揚
孫明揚，GBS，CBE，JP（1944年4月7日—2024年10月22日），人稱孫公，生於中華民國重慶，前香港政府官員及教育界人士，曾擔任香港政府政制事務局局長（即現今為政制及內地事務局）、民政事務局局長、房屋及規劃地政局局長及教育局局長。

## 背景

### 仕途
孫明揚1944年4月7日的生於中華民國政府大陸時代，四川省重慶市陪都出生，1946年隨家人逃难到英屬香港。孫明揚早年就讀於灣仔道德貞第二女子中學（幼稚園部，1949年上午校畢業）和香島道官立小學。1956年小學畢業後獲得免費中學學額，入讀香港華仁書院（1961年中五，1963年中七），自小對數學產生濃厚興趣的他在畢業後升讀香港大學，主修數學及物理。孫明揚在1966年取得一級榮譽理學士學位，曾經立志成為教師，惟同年獲聘入香港政府擔任政務主任。自同年8月加入政務主任職系，派駐輔政司署。1968年7月先任青山副理民府，後調任元朗副理民府。隨後於1970年7月調返輔政司署，同年12月任徙置事務處政務主任（清拆）。他在1972年7月晉升為高級政務主任，1973年5月擔任香港房屋委員會秘書，直至1974年3月調職至沙田理民府。1975年8月，他獲晉升為首長級丙級政務官，1977年8月再升為首席助理環境司，到了1980年10月出任副環境司。
由1980年代起，孫明揚開始出任乙級公務員崗位。他在1981年4月晉升為首長級乙級政務官，1981年9月出任副運輸司。後來調任市政總署，於1983年11月出任港九市政署長，1985年1月改任市政總署新界市政署長，同年4月出任區域市政總署副署長。1986年5月，孫明揚出任區域市政總署副署長（行政），1986年6月升任區域市政總署署長，1986年9月晉升為首長級乙一級政務官。他於1987年12月出任政務總署新界政務署署長，及至1988年3月晉升為首長級甲級政務官。
他於1980年代末再度獲擢升至管理層職位，1989年3月出任憲制事務司，1991年1月晉升為布政司署司級政務官，1991年11月升任政務司。當1997年香港回歸後，孫明揚於3月借調至候任行政長官辦公室出任政策統籌局長，董建華政府至7月起出任民政事務局局長。未幾於1997年8月調任政制事務局局長，2002年7月起，改任房屋及規劃地政局局長。他及後於2003年4月兼任香港房屋委員會主席，2005年5月至6月兼署理政務司司長，以為健康理由接替辭任的董建華，行政長官參選的曾蔭權前。至2007年底，香港政府政策局及司局長改組後，同年7月1日，曾蔭權政府出任教育局局長至2012年6月30日亦離任（未能過渡梁振英政府新班子政府）並正式退休，結束長達46年的政策生涯。
行政長官董建華於2002年實行問責制後孫明揚擔任房屋及規劃地政局長，任內曾推出「孫九招」穩定樓市。2007年改任教育局局長。
2007年6月3日，時任立法會議員梁國雄連同多名捍衛基層住屋權益聯盟成員到孫明揚位於跑馬地箕璉坊菽園新臺的官邸外示威，一度衝破警方防線，抗議「廢法加租」，不滿公屋加租機制，他們趁大閘打開讓汽車駛入時一湧而進。2008年9月案件審結，眾人被判非法集結罪成，梁國雄被判60小時社會服務令，其餘人士簽保2千元及守行為18個月。
2011年2月15日立法會政府帳目委員會公佈直資學校聆訊報告，指任教育局局長的孫明揚早前自嘲「無牙力」監管直資學校的說法令人驚訝及不能接受，委員會主席黃宜弘指孫「有牙力不用」，而帳委會成員李慧琼則着孫收回言論。帳委會又對教育局的多項問題分别表示「失望」、「遺憾」、「極度遺憾」及「完全不可接受」。孫明揚回應稱他作為部門首長，會負上全部責任。

### 卸任前
2011-2012年開始，他卸任之前多次因病入院。2011年4月，他證實患上腎衰竭，需以腹膜透析治療。同年12月22日證實，因為患上退伍軍人症等，引發政府新總部是否設計不當的問題。2012年3月24日在家中邊用手機看足球邊上廁所時跌倒導致右手臂骨裂。

### 卸任後
2012年4月3日，孫明揚卸任教育局長之後，曾經接受小腸氣手術後，同月25日切除患癌的甲狀腺。部分批評聲音指近月多次出現高官患病入院情況，但政府都未及時對外交代病情，敦促港府設立機制，讓市民在官員患病影響工作時得悉情況，以釋公眾疑慮。《蘋果日報》披露孫明揚在近半年立法會會議時經常打盹沉睡，「疲態盡現」。至2016年獲香港公開大學頒授榮譽教育博士。
2018年，他在專欄中透露意外吸入泳池水致右肺發炎，需在瑪麗醫院留醫3個月，曾數次進出深切治療部，體重下跌超過20磅。

### 逝世
2024年10月22日凌晨，孫明揚於香港寓所中安詳離世，享年80歲，其死訊最先經由《星島頭條》在翌日凌晨兩點多報導。家屬並於10月31日假中環花園道聖若瑟堂為其舉行安魂彌撒，隨即辭靈出殯，奉柩柴灣哥連臣角火葬場火化，其後孫明揚的骨灰安放於柴灣哥連臣角紀念花園。

## 外部連結
- 政府官方簡歷（页面存档备份，存于）
- 孫公解碼：孫明揚 - am730 （页面存档备份，存于）
- 孫明揚患腎衰竭新聞（页面存档备份，存于）

| 官衔                               | 官衔                                                                     | 官衔                                 |
| ---------------------------------- | ------------------------------------------------------------------------ | ------------------------------------ |
| 前任： 李國章 （教育統籌局局長）   | 教育局局長 2007年7月1日─2012年6月30日                                    | 繼任： 吳克儉                        |
| 前任： 曾蔭權 唐英年               | 署理政務司司長 2005年5月25日－2005年6月30日 2011年9月28日－2011年9月30日 | 繼任： 許仕仁 林瑞麟                 |
| 前任者： 黃星華 （房屋局局長）     | 房屋及規劃地政局局長 2002年7月1日—2007年6月30日                          | 繼任者： 鄭汝樺 （運輸及房屋局局長） |
| 前任者： 曾俊華 （規劃地政局局長） | 房屋及規劃地政局局長 2002年7月1日—2007年6月30日                          | 繼任者： 林鄭月娥 （發展局局長）     |
| 前任： 林煥光                      | 民政事務局局長局長（兼任） 2002年7月1日－2002年7月17日                   | 繼任者： 何志平                      |
| 政府职务                           |                                                                          |                                      |
| 前任： 吳榮奎 （憲制事務司）       | 政制事務局局長 1997年8月3日─2002年6月30日                                | 繼任： 林瑞麟                        |
| 前任： 自己 （原政務司）           | 民政事務局局長 1997年                                                    | 繼任： 藍鴻震                        |
| 前任： 曹廣榮                      | 政務司 1991年11月7日─1997年6月30日                                       | 繼任： 自己 （改稱民政事務局局長）   |
| 前任： 陳祖澤                      | 憲制事務司 1989年3月1日─1991年10月2日                                    | 繼任： 施祖祥                        |